# Chuck Owen
Chuck Owen (* 1954) ist ein US-amerikanischer Jazzmusiker (Piano, Orchesterleitung, Arrangement, Komposition) und Hochschullehrer.

## Leben und Wirken
Owen erwarb den Bachelor an der North Texas State University und den Master of Arts in Orchesterleitung an der California State University, Northridge. Erste Aufnahmen entstanden 1978 mit dem Ensemble der California State University (Let's Eat Cactus). In den folgenden Jahren unterrichtete er an der University of South Florida, mit dessen Jazzensemble er arbeitete und die Alben Day of the Sun (1985), Sands of Time (1985) und Suncoast '94 vorlegte. Seit 1995 ist er an dieser Hochschule Professor für Jazz-Studien, außerdem Leiter des USF Center for Jazz Composition und des USF Jazz Ensemble. Daneben leitet er in Florida die Bigband Chuck Owen and the Jazz Surge, die mit Gastmusikern wie Nat Adderley, Benny Golson, Warren Bernhardt, Adam Nussbaum (1995) sowie Ingrid Jensen und Gary Versace (Here We Are, 2003) auftrat.
Owen schrieb Kompositionen u. a. für das Smithsonian Jazz Masterworks Orchestra, das Metropole Orkest, das Tonight Show Orchestra, Cincinnati Pops Orchestra, die Dave Liebman Big Band und Roger Williams. Mit dem USF Jazz Ensemble trat er mit Solisten wie Ray Charles, Doc Severinsen, Al Hirt, Lionel Hampton, Joe Henderson und Peter Erskine auf. Als Arrangeur arbeitete er ferner mit dem Metropole Orkest (Skylark, 1999). Um 2009 entstand Owens Bigband-Produktion Comet’s Tail – Performing the Compositions of Michael Brecker, an der Gastmusiker wie Randy Brecker, David Liebman, Joe Lovano, Mike Stern, Danny Gottlieb und Adam Nussbaum mitwirkten. Im Bereich des Jazz war er zwischen 1978 und 2009 an zehn Aufnahmesessions beteiligt.
Ende 2017 wurde Owens Album Whispers on the Wind für die Grammy Awards 2018 in der Kategorie Best Large Ensemble Album nominiert; weitere Nominierungen erhielt Owens Album in den Kategorien Best Improvised Jazz Solo (für Sara Caswells Solo  in Can’t Remember Why), Best Instrumental Composition  (für Owens Komposition Warped Cowboy) und für Best Arrangement, Instrumental or A Cappella (für Owens Arrangement von All Hat, No Saddle).